# Нижняя Береске
Нижняя Береске (тат. Түбән Бәрәскә) — село в Атнинском районе Республики Татарстан. Административный центр Нижнеберескинского сельского поселения. Крупнейший после райцентра населённый пункт района.

## Описание
Расположено на северо-западе республики в 8 км от райцентра с. Большая Атня, на левом притоке реки Ашит. Севернее села располагается природный заказник регионального значения комплексного профиля.
Через село проходит автодорога Высокая Гора — Дубъязы — Бол. Атня.

## История
Село основано в 1539 году. С 1556-57 известно под названием Верески. В XVIII — 1-й половине XIX веков жители относились к категории государственных крестьян. Занимались земледелием, разведением скота.
В «Списке населённых мест Российской империи», изданном в 1866 году по сведениям 1859 года, населённый пункт упомянут как казённая деревня Нижние Верески Казанского уезда Казанской губернии (3-го стана). Располагалась по левую сторону от Уржумского торгового тракта, при безымянном ключе, в 55 верстах от уездного и губернского города Казань и вблизи от становой квартиры в казённой деревне Верхние Верески. В деревне, в 71 дворе проживали 681 человек (349 мужчин и 332 женщины), была мечеть.
В том же «Списке населенных мест по сведениям 1859 года», отдельно упомянута казённая деревня Верхние Верески, ставшая частью деревни Нижние Верески (Береске) не ранее 1940-х годов. В деревне в 166 дворах жили 1437 человек (743 мужчины и 694 женщины). Была мечеть. Располагалась становая квартира.
В начале XX века в селе функционировали 2 мечети, медресе, 2 ветряные мельницы, кузница, 4 мелочные лавки. В этот период земельный надел сельской общины составлял 1472,7 десятин. До 1920 года село входило в Больше-Атнинскую волость Казанского уезда Казанской губернии. С 1920 года в составе Арского кантона ТАССР. С 10 августа 1930 в Тукаевском, с 25 марта 1938 в Атнинском, с 12 октября 1959 в Тукаевском, с 1 февраля в Арском, с 25 октября 1990 в Атнинском районах.

## Население
- 1989—939 человек
- 1997—972 человека
- 2010—881 человек

## Объекты социальной сферы
- Средняя школа
- Дом культуры
- Библиотека
- Мечеть (архитектурный памятник 2-й половины XVIII века[5])
- Хоккейная коробка

## Экономика
- СХПК им. Ленина